# 성환고등학교
성환고등학교(成歡高等學校)는 대한민국 충청남도 천안시 서북구 성환읍 송덕리에 있는 공립 고등학교이다.

## 학교 연혁
- 1964년 12월 8일 : 성환 축산 고등학교 설립인가(6학급)
- 1965년 3월 10일 : 개교
- 1975년 8월 21일 : 성환고등학교로 교명 변경
- 1978년 10월 17일 : 학칙변경 학급 증설인가(12학급)
- 1997년 8월 14일 : 학칙변경 학급 증설인가(21학급)
- 2002년 12월 26일 : 학칙변경(충청남도 교육감이 배정하는 학급 수)
- 2005년 8월 22일 : 보건간호과 관광경영과 학과 승인
- 2006년 9월 1일 : 교육인적자원부지정 학교장초빙 공모제 시범학교
- 2010년 3월 1일 : 교육과학기술부 기숙형고교 모델학교 지정학교
- 2024년 3월 1일 : 제21대 정동진 교장 취임
- 2025년 1월 10일 : 제58회 졸업장 수여식(106명, 누계 8,785명
- 2024년 3월 4일 : 제61회 입학식(121명)

## 설치 학과
- 관광경영과
- 보건간호과

## 참고 자료
- 성환고등학교 - 한국교육학술정보원 학교알리미